# 暹羅廣場
13°44′39.95″N 100°31′59.3″E / 13.7444306°N 100.533139°E

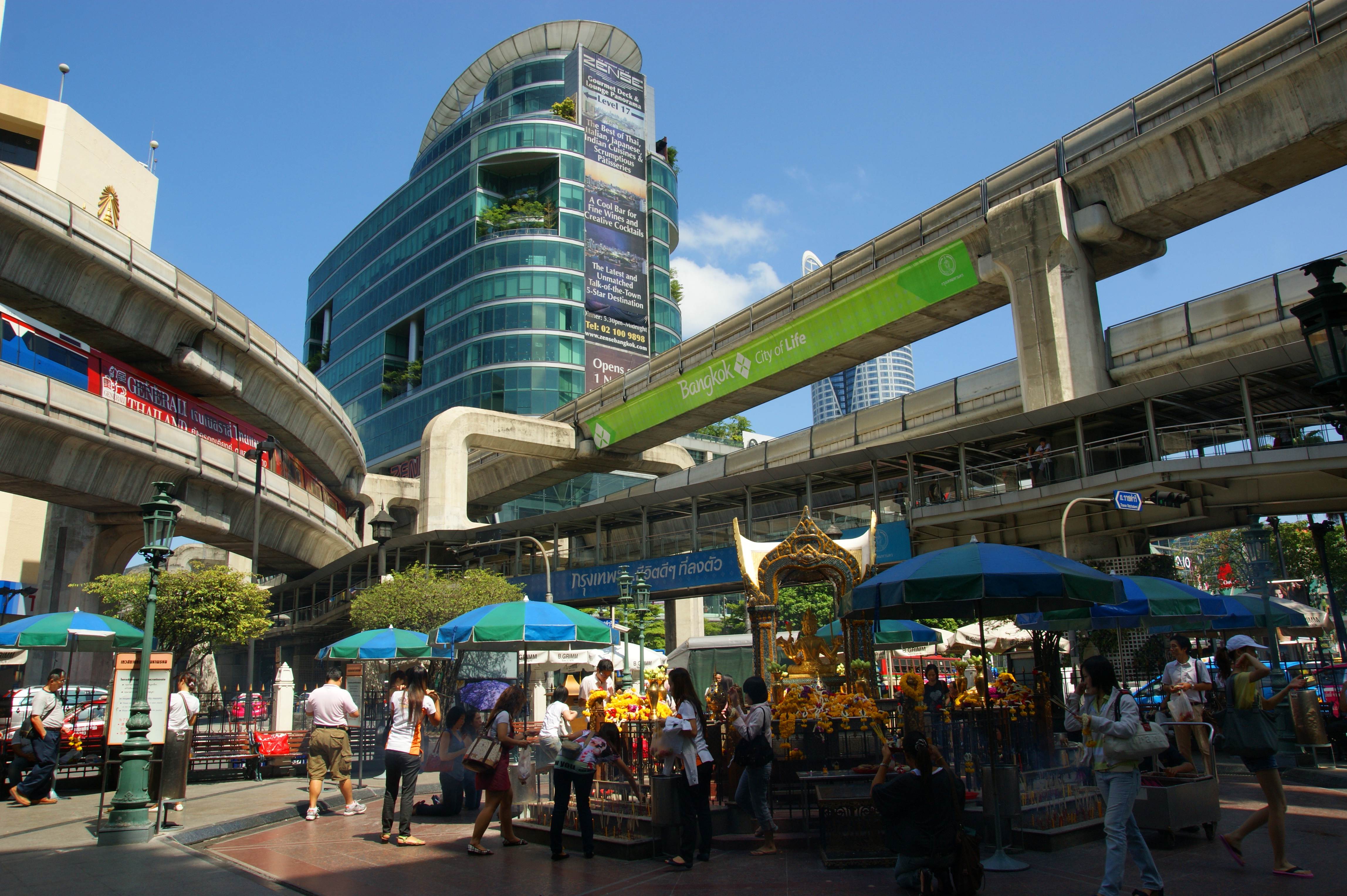
暹罗广场上曼谷大眾運輸系統纵横交错的路轨，该系统在广场附近设有暹罗站

暹羅廣場或暹邏廣場（英文：Siam Square），泰國首都曼谷著名購物娛樂商場，在此之內有不少名店，如星巴克咖啡店、Hard Rock Cafe、銀行、酒樓、咖啡店、時裝店、書店、唱片店、學校、酒店等。是曼谷的年輕人最喜歡聚集的地帶，可以媲美上海徐家匯、日本新宿區、台灣西門町。

## 歷史
暹羅廣場始建於1965年，地皮由朱拉隆功大學所有。初期只有平常的租戶，後來吸引到品牌進駐，使得開始不斷的向周邊擴張。在2007年上映的泰國電影《暹羅之戀》有多個鏡頭也是在此拍攝。

## 交通
- 曼谷集體運輸系統：暹羅車站，出口 2。

## 外部連結
- 暹羅廣場官方網站 （页面存档备份，存于）
- 暹羅廣場及其週邊[永久]